# Emoia battersbyi
Emoia battersbyi — вид сцинкоподібних ящірок родини сцинкових (Scincidae). Мекшкає в Індонезії і Папуа Новій Гвінеї.

## Поширення і екологія
Emoia battersbyi мешкають на півночі Новій Гвінеї, від Джаяпури до Лае, зокрема в горах Торічеллі, а також на сусідніх островах Біак, Япен і Каїріру. Вони живуть у вологих рівнинних і гірських тропічних лісах. Зустрічаються на висоті до 1200 м над рівнем моря. Відкладають яйця.